# 朴栄漢
朴 榮漢（パク・ヨンハン、1947年9月14日 - 2006年8月23日）は韓国の小説家。慶尚南道陜川郡出身。

## 略歴
1947年、陜川郡で生まれる。釜山で高校を卒業するまで浮浪しながら文学の夢を見ていた。1970年、浮浪の生活を終えて、延世大学の国文科に入学したが、すぐ休学して入隊した。その後、困窮で絶望的な状況から逃れるため、ベトナム戦争の派兵を志願した。
1976年、30歳で大学を卒業し、翌年ベトナム戦争の体験を話した中編小説「遥かに遠いソンバ川」が 『世界の文学』に入選されて登壇した。1978年、「遥かに遠いソンバ川」を長編小説として書き直し出版してすぐ、ベストセラーになり、小説家としての地位を確立した。その後は創作に専念している。
自分の生々しい体験を基にした、現実的でありながらヒューマニズムの傾向が強い作品を書いてきた小説家である。ベトナム戦争は、朴榮漢文学の原点として評価される。「遥かに遠いソンバ川」以降の作品は、個人的な人生と集団の横暴について一貫した関心を表明している。つまり、戦争問題をテーマの領域に局限せず、あらゆ人間の痛みとして置き換えて扱っている。

## 受賞歴
- 1978年、今日の作家賞
- 1988年、東仁文学賞
- 1988年、燕巖文学賞

## 主な作品
- 1978年、머나먼 쏭바강 지구영웅전설(遥かに遠いソンバ川)[2]
- 1980年、인간의 새벽(人間の朝方)
- 1981年、노천에서(露天で)
- 1988年、지옥에서 보낸(地獄で過ごした一季)
- 1996年、장강(長川)
- 2002年、 카르마(カルマ)